# Saarmark
De Saarmark was de munteenheid van het Protectoraat Saarland van 16 juni 1947 tot 19 november 1947. De Saarmark was in gebruik in een overgangsperiode: de munteenheid was 1:1 uitwisselbaar met de Reichsmark, die in het bezette Duitsland nog in gebruik was. Op 15 november 1947 kreeg de Franse regering het recht om de Franse frank in het Saarland als wettig betaalmiddel in te voeren. Frankrijk voerde daarop op 20 november de Saarfrank in die 1:1 inwisselbaar was tegen de Franse frank.
Op 15 januari 1948 verloor de Saarmark haar status als wettig betaalmiddel. De Saarmarken konden tegen een koers van 20:1 omgewisseld worden tegen Saarfranken.

## Beeltenissen
Er waren bankbiljetten van 1, 2, 5, 10, 50 en 100 mark. Deze bankbiljetten waren in het Frans en het Duits bedrukt.

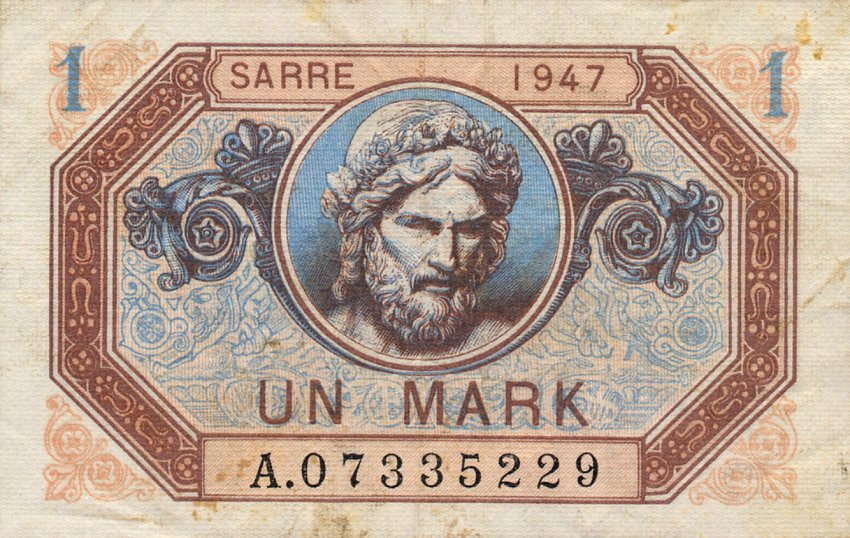
1 Saarmark
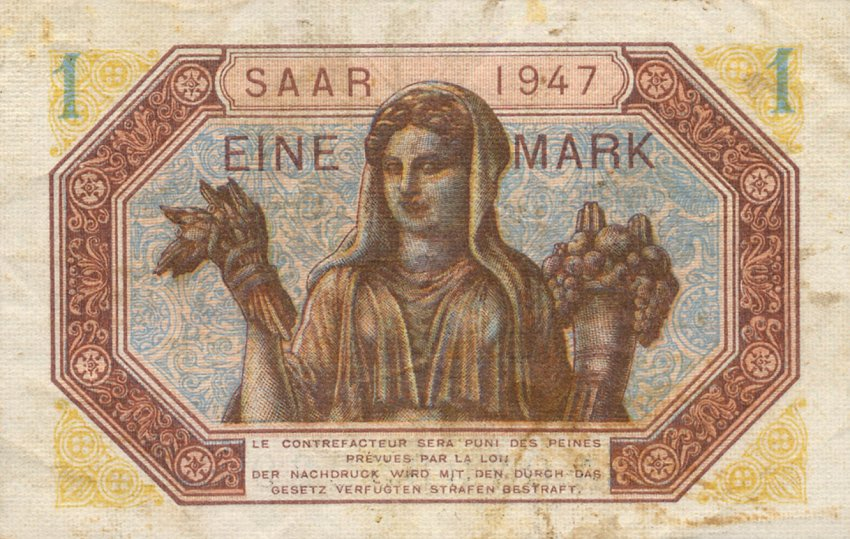
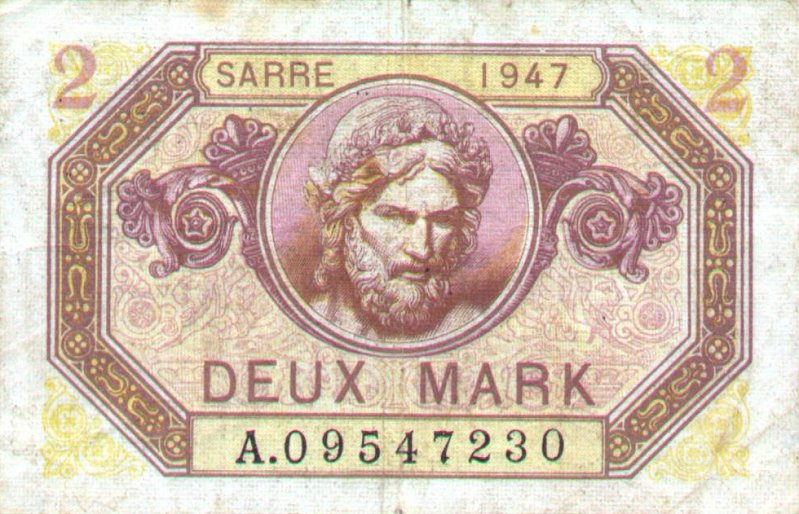
2 Saarmark
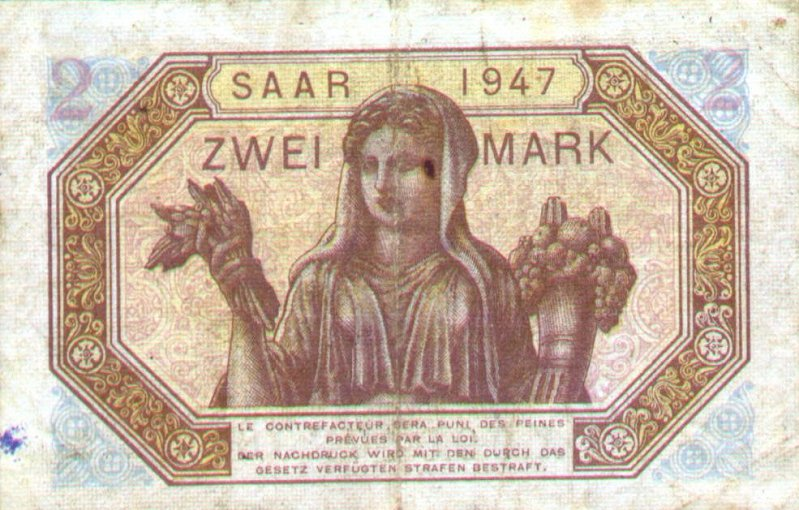
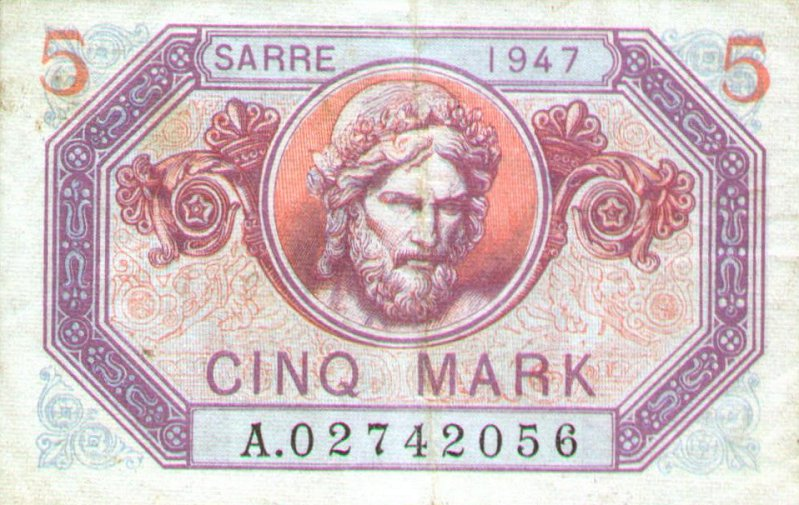
5 Saarmark
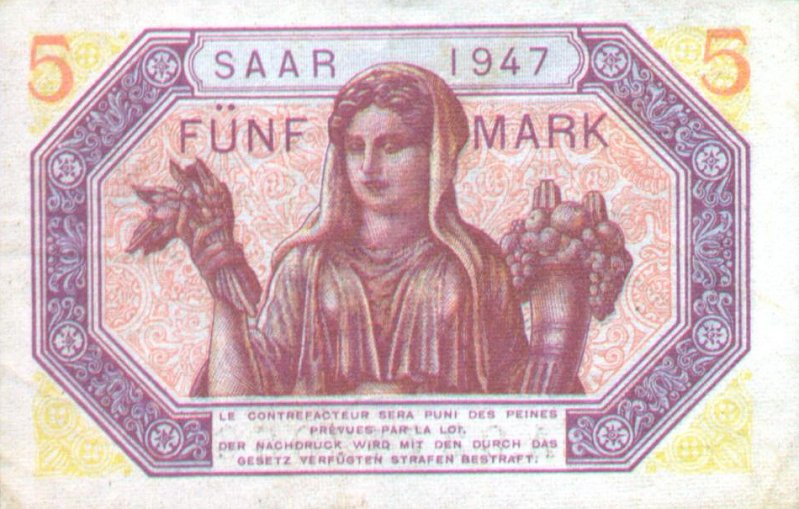
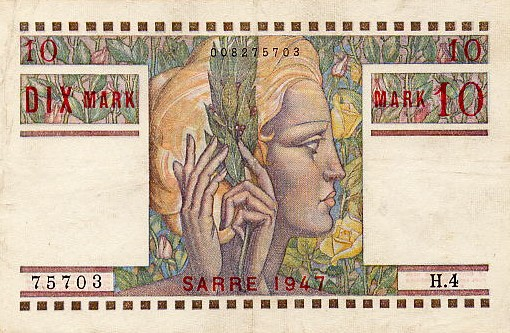
10 Saarmark
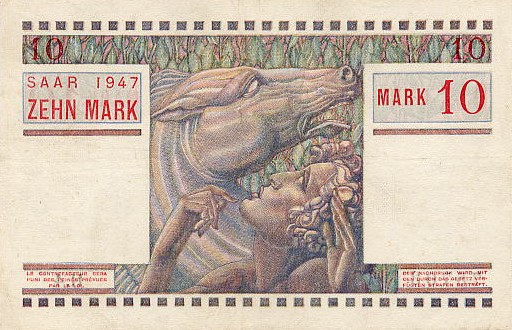
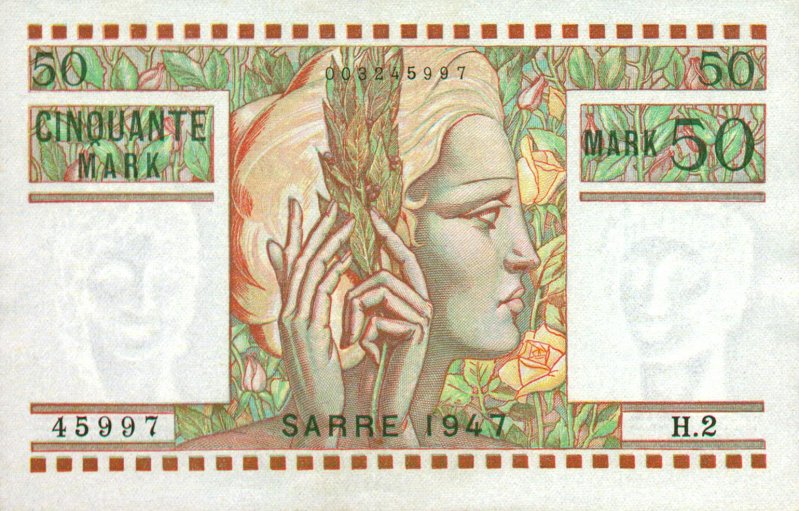
50 Saarmark
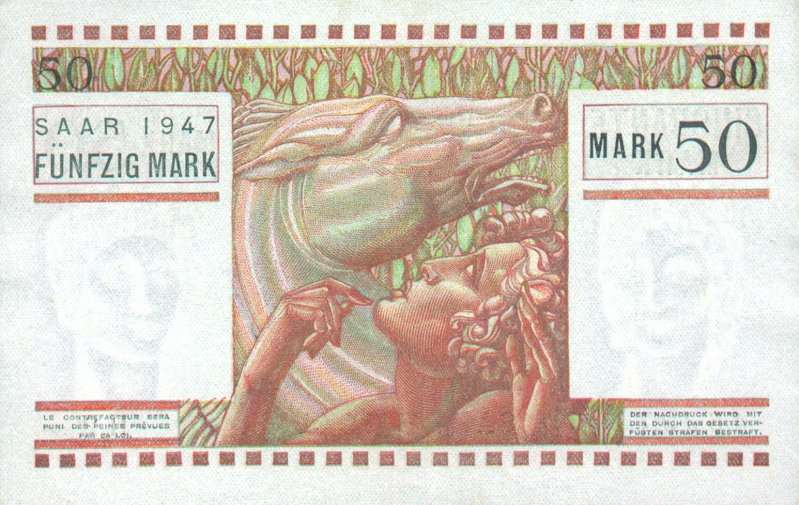
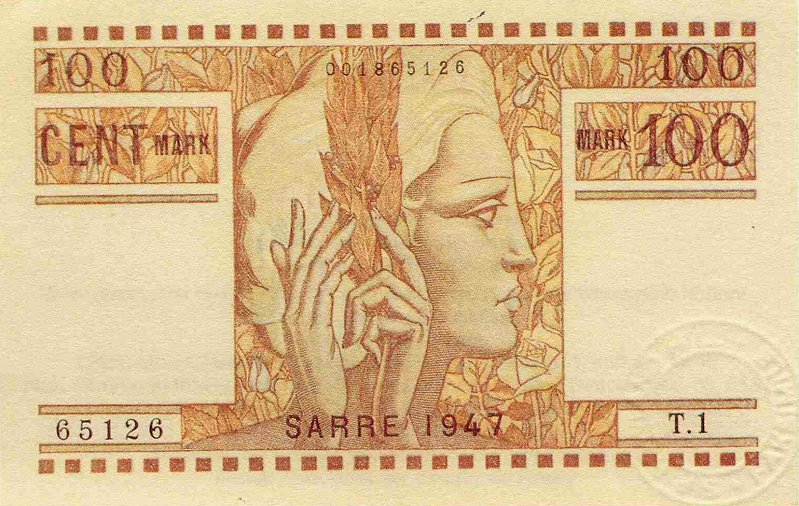
100 Saarmark
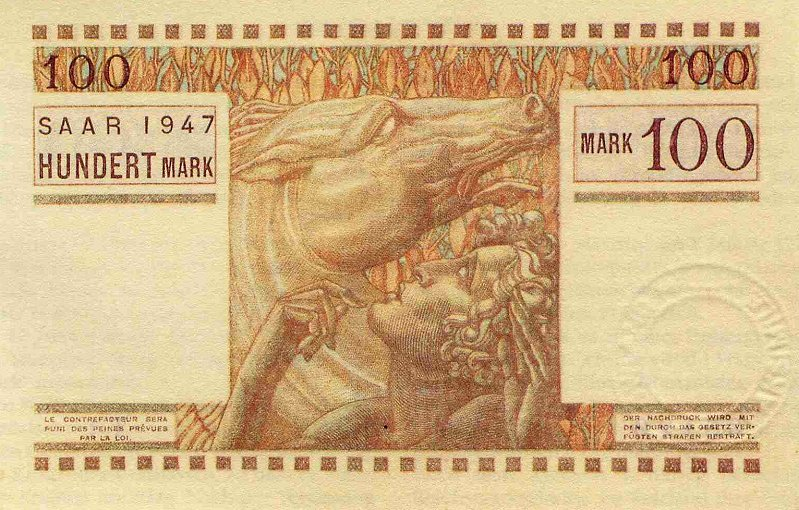